# Cyrestis eumelus
Cyrestis eumelus är en fjärilsart som beskrevs av Hans Fruhstorfer 1915. Cyrestis eumelus ingår i släktet Cyrestis och familjen praktfjärilar. Inga underarter finns listade i Catalogue of Life.